# Cuterebra abdominalis
Cuterebra abdominalis är en tvåvingeart som beskrevs av Swenk 1905. Cuterebra abdominalis ingår i släktet Cuterebra och familjen styngflugor. Inga underarter finns listade i Catalogue of Life.